# Okręg wyborczy Clydesdale
Okręg wyborczy Clydesdale powstał w 1983 r. i wysyłał do brytyjskiej Izby Gmin jednego deputowanego. Okręg położony był w południowej Szkocji. Został zlikwidowany w 2005 r.

## Deputowani do brytyjskiej Izby Gmin z okręgu Clydesdale
- 1983–1987: Judith Hart, Partia Pracy
- 1987–2005: Jimmy Hood, Partia Pracy